# Halo (Computerspielreihe)
Halo ist eine Military-Science-Fiction Ego-Shooter-Spielereihe, deren einzelne Teile von Bungie, 343 Industries und den Ensemble Studios für Microsoft Games, heute Xbox Game Studios entwickelt wurden.

## Entwicklung
Auf der Macworld Conference & Expo 1999 wurde von Steve Jobs der Trailer eines neuen Strategieshooters gezeigt, der sich zu dieser Zeit noch in Entwicklung befand. Das Spiel sollte den Erfolg der Marathon-Reihe von Bungie auf dem Mac fortsetzen, allerdings wurden die Rechte vom späteren Halo im Jahr 2000 von Microsoft aufgekauft.

## Veröffentlichungen
Der erste Teil, Halo: Kampf um die Zukunft, wurde als Referenzprodukt für die Xbox-Spielkonsole entwickelt und erschien am 15. November 2001. Zusammen mit Halo 2 (2004) und Halo 3 (2007) bildet er eine Trilogie. Darüber hinaus erschienen die Ableger Halo Wars (2009), ein Echtzeit-Strategiespiel, Halo 3: ODST (2009) und Halo: Reach (2010), beide letztere Ego-Shooter. Halo Wars und Halo: Reach sind zeitlich vor dem ersten Teil angesiedelt, wohingegen Halo 3: ODST inhaltlich zwischen dem zweiten und dem dritten Teil liegt. Zum 10. Jahrestag des Verkaufsstarts der Xbox entwickelte das neue Entwicklerstudio 343 Industries eine Neuauflage des ersten Teils unter dem Namen Halo: Combat Evolved Anniversary (2011).
Mit Halo 4 (2012) startete die Reclaimer-Trilogie und erbrachte innerhalb der ersten 24 Stunden Einnahmen von 220 Millionen Dollar. Halo 4 war das erste Spiel von 343 Industries, die zu dem Zeitpunkt die volle Kontrolle über die Marke erhielten. Der Top-Down-Shooter Halo: Spartan Assault erschien im Juli 2013 und verwendete eine isometrische Perspektive ähnlich wie Halo Wars. Auch Halo: Spartan Strike vom April 2015 ist ein Top-Down-Shooter. Der Nachfolger in der Reihe der Ego-Shooter Halo 5: Guardians erschien daraufhin im Oktober 2015 exklusiv für die Xbox One. Zuvor erschien Anfang November 2014 eine Kompilation von Halo 1‒4 remastert als Komplettbox exklusiv für die Xbox One unter dem Titel Halo ‒ The Master Chief Collection; darin enthalten war auch eine Vorabversion des Multiplayers von Halo 5: Guardians.
Im Jahr 2017 erschien Halo Wars 2, der Nachfolger des Strategiespieles Halo Wars.
2018 erschien Halo: Fireteam Raven. Dieses Spiel wird allerdings nur als Arcade-Spiel angeboten.
Auf der Electronic Entertainment Expo 2018 wurde Halo Infinite durch einen Trailer angekündigt. Halo Infinite basiert auf 343 Industries’ Slipspace Engine. Das Spiel wurde für die Systeme Microsoft Windows 10, Xbox One und Xbox Series im Jahr 2021 veröffentlicht.

## Besonderheiten
Die Halo-Reihe verfügt über eine detaillierte Hintergrundgeschichte, die in ein komplexes Universum eingebettet ist. Teile der Reihe besitzen einen meist sehr umfangreichen und gut ausbalancierten Mehrspielermodus. Die teils ausladenden Spielwelten können auch mit Fahrzeugen erkundet werden.
Ein Unterschied zum gängigen Genre-Standard war das Fehlen von Rüstungsbestandteilen zum Aufsammeln. Stattdessen gibt es in Halo einen schützenden Energieschild, der sich von selbst regeneriert, sobald der Spieler sich außer Beschuss befindet. Hieraus ergibt sich eine eigene Spieldynamik, bei der das regelmäßige Aufsuchen von Deckung während des Kampfs eine größere Rolle spielt.

## Handlung
Die Handlung beginnt 100.000 Jahre vor den Ereignissen der Spielreihe. Zu diesem Zeitpunkt gibt es eine dominante Spezies im Weltraum, welche sich die Blutsväter nennt, die fortschrittliche Technologien aller Art verwendet und sich dem Schutz allen Lebens verschreibt. Jedoch hat der Aufstieg der Blutsväter ein jähes Ende, als die Flood auftauchen. Die Flood sind aggressive Parasiten, welche sich rücksichtslos über die ganze Galaxie ausbreiten wollen. So überrennen sie die vorhandenen Zivilisationen in kurzer Zeit. Nachdem die Blutsväter viel zu spät das Ausmaß der Bedrohung durch die Flood erkennen, entwickeln sie die Arche. Die Arche ist eine Installation, die Ringwelten, sogenannte Halos, herstellt. Halos sind ringförmige Energiewaffen. Als die Flood den Krieg zu gewinnen scheinen, sehen sich die Blutsväter dazu gezwungen, die Halos zu aktivieren. Dadurch wird, bis auf die von den Blutsvätern geretteten Spezies, sämtliches Leben ausgelöscht. Kurz darauf verschwinden die Blutsväter, vermutlich überlebten sie die Katastrophe nicht.
Mehrere tausend Jahre später hat die Menschheit unter dem United Nation Space Command, unter der Nutzung des Slipstream, viele Welten außerhalb des Sonnensystems kolonialisiert. Jedoch herrschen Spannungen unter den Kolonien und der UNSC, die in einem Bürgerkrieg in den Inneren und Äußeren Kolonien enden. Um der Lage Herr zu werden, setzt das UNSC auf die SPARTAN-II-Supersoldaten, kurz Spartans.
2525 bricht der Kontakt zum Planeten Harvest ab. Es stellt sich heraus, dass die theokratische Allianz hinter dem Angriff steckt, ein Bündnis aus mehreren außerirdischen Völkern. Die Führung der Allianz erklärt die Menschen zum Feind, da die Menschen als Beleidigung ihrer Götter verstanden werden, und beginnt mit ihrer systematischen Auslöschung. Nachdem das UNSC vergeblich versucht hat, die Allianz zurückzuschlagen, wird das Cole-Protokoll in Kraft gesetzt. Es verbietet jedem Schiff, im Fall einer Niederlage einen menschlichen Planeten anzufliegen. Die Spartans selbst erweisen sich als äußerst effizient im Kampf gegen die Allianz, sind jedoch zu wenige, um kriegsentscheidend zu sein.
Als die Inneren Kolonien 2552 vor ihrer Auslöschung stehen, beordert man alle überlebenden Spartans zum Planeten Reach, der nicht nur Zentrum für Wissenschaft und Technologie, sondern auch Hauptwerft für die UNSC-Streitkräfte und letztes Bollwerk vor der Erde ist. Der Plan des UNSC besteht darin, ein Allianzschiff zu entern, herauszufinden, wo die Allianz ihren Ursprung hat, und deren Anführer gefangen zu nehmen, um so einen Waffenstillstand zu erzwingen.
Zwei Tage vor Beginn der Mission greifen die Allianzstreitkräfte unerwartet Reach an. Durch das Bombardement des Planeten zerschmilzt seine Oberfläche zu Glas. Das Schiff UNSC Pillar of Autumn entkommt jedoch noch rechtzeitig der Allianz und flieht im Einklang mit dem Cole-Protokoll in den unbekannten Raum. An Bord ist der vermutlich letzte SPARTAN-II-Soldat, der Master Chief Petty Officer John-117. Sie findet eine Halo-Installation, welche sogleich von heftigen Kämpfen zwischen der Allianz und den Menschen überzogen wird. Durch ein Versehen wird bei der Erforschung der Installation die Flood freigesetzt, welche versucht, vom Ring zu entkommen, um sich erneut ausbreiten zu können. Mit Hilfe von 343 Guilty Spark versuchen der Master Chief und der Illuminat, wie sich Spark selbst nennt, die Halo-Struktur zu aktivieren. Im Kontrollraum warnt jedoch Cortana, eine KI der UNSC, vor einer Aktivierung des Rings und erklärt dem Master Chief, dass die Aktivierung des Rings die Auslöschung des gesamten Lebens der Galaxie bedeuten würde. Damit die Flood trotzdem eingedämmt bleibt, entschließen sich beide, gegen den Willen von Spark den Reaktor der Autumn zu überlasten, was zur Zerstörung des Rings führt. Die beiden kehren danach als die vermeintlich einzigen Überlebenden zur Erde zurück.
Bereits einen Monat nach der Niederlage auf Reach greift die Allianz unter der Führung eines Hierarchen, des Propheten des Bedauerns, die Erde an. Die kleine Angriffsflotte wird jedoch im Orbit der Erde vernichtend geschlagen, mit Ausnahme des Trägers Bedauern – welcher in Neu Mombasa landet. Kurz darauf verschwindet er selbst im Hyperraum. Allerdings kann das Schiff UNSC In Amber Clad – in dem sich auch der Master Chief befindet – Bedauern folgen. Der Riss führt zu einem weiteren Halo-Ring, auf dem der Master Chief es schafft, den Propheten zu töten. Vor dem Tod des Propheten führen die inneren Unruhen der Allianz zu einem Bürgerkrieg zwischen den verschiedenen Rassen der Allianz. Der Grundsatz, dass die Aktivierung der Ringe zu Transzendenz führe, die sogenannte Große Reise, wird nun von den Eliten, der bis dahin dominanten Kaste der Allianz, angezweifelt und sie spaltet sich von der Allianz unter der Führung von Thel 'Vadam ab. Diese Meinungsänderung kommt in etwa zum Zeitpunkt, als er zum Gebieter ernannt wird. So kann die Aktivierung der Halos durch die Allianz mit Hilfe der vereinten Kräfte von Menschen und Eliten verhindert werden. Die Halos jedoch versetzen sich in einen Wartezustand, wodurch sie laut Spark von der Arche aus jederzeit abgefeuert werden können.
Der Master Chief kann sich auf einem Schiff verstecken, welches die bis dahin größte Invasionsflotte gegen die Erde anführt, und landet in Ostafrika. Dort versucht die Allianz, ein Artefakt zu bergen. Es stellt sich heraus, dass es das gesuchte Portal zur Arche ist. Mit Hilfe des Gebieters schafft es der Master Chief jedoch noch rechtzeitig, den letzten Hierarchen, den Propheten der Wahrheit, daran zu hindern die Ringe zu aktivieren. Mit dem Wissen, dass die Arche sich außerhalb der Milchstraße befindet und sich so dem Effekt der Halos entziehen kann, erreicht die Flood mit Hilfe ihrer zentralen Intelligenz, dem Gravemind, ebenfalls die Arche und versuchen sich von dort aus weiter zu verbreiten. Zufällig entdeckt der Master Chief, dass die Arche dabei ist, den ersten zerstörten Halo-Ring wiederaufzubauen. Er aktiviert den Ring, wodurch sich der unfertige Ring selbst zerstört und die Arche schwer beschädigt wird. Das Portal zur Erde kollabiert und nur der Gebieter entkommt rechtzeitig. Der Master Chief befindet sich im zerstörten und abgespaltenen hinteren Teil der Forward Unto Dawn, welche nun unkontrolliert durch das All treibt. Cortana setzt ein Notrufsignal ab, während der Master Chief sich kryogen einfrieren lässt. Zuletzt fliegt das Wrack auf einen mysteriösen Planeten zu.
Vier Jahre später weckt ihn Cortana wieder auf. Grund dafür ist eine versuchte Kaperung seines Schiffes durch eine von Sangheili angeführte außerirdische Flotte. Bei dem Versuch, sein Schiff zu verteidigen, bemerkt John, dass das Schiff in unmittelbarer Nähe des Blutsväterplaneten Requiem getrieben ist. Durch einen Schwerkrafttrichter wird er zusammen mit der Sangheiliflotte in diesen Planeten gesogen. Dort angekommen, bekommt er Funksprüche der UNSC Infinity, welche anschließend auch in den Planeten gesogen wird. Die Infinity ist das bis dato größte und mächtigste Schlachtschiff der Menschheit, es besitzt unzählige fortschrittliche Technologien der Blutsväter. Requiem ist eine Schildwelt, die erbaut wurde, um als Bunker gegen den Halo-Effekt zu dienen. Diese Station wurde jedoch später zu einem Gefängnis umfunktioniert, um den Didaktiker einzusperren. Mit Hilfe eines Täuschungsmanövers gelingt es ihm, sich zu befreien. Sein Ziel ist es, die Menschheit auszulöschen. Dafür begibt er sich zu einem der Halos, um den dort lagernden Erzeuger, eine Massenvernichtungswaffe, zu bergen und diesen über der Erde zu stationieren. Nach einer Schlacht gelingt es John-117, den Didaktiker aufzuhalten und die Waffe mit einem Nuklearsprengkopf zu vernichten. Um zu verhindern, dass die Menschheit an weitere Technologie der Blutsväter herankommt, befördert die Allianz den Planeten Requiem in die Sonne und vernichtet ihn somit. Dr. Halsey, die verhasste Erfinderin der Spartans, stellt sich gegen die Menschheit, indem sie sich mit den Resten der Allianz verbündet, und schwört Rache.

## Fraktionen

### Die Allianz
Die Allianz ist ein Bündnis aus verschiedenen religiösen Alienvölkern, die sich nach dem Ende eines Glaubenskrieges aus den Propheten und den Eliten herausbildeten. Dies geschah, nachdem die Propheten einen Weg gefunden hatten, Transzendenz zu erreichen. Dazu wären die Halos – von den für Götter gehaltenen Blutsvätern errichteten Raumstationen – nötig, die sich irgendwo in der Milchstraße befänden. Dieser Vorgang wurde die Große Reise genannt.
Seitdem waren die Eliten damit beschäftigt, die Propheten zu schützen und Expeditionen ins All zu führen, um so mehr Technologien ihrer vermeintlichen Götter zu finden. Nachdem sich weitere Völker der Allianz anschlossen, bildete sich ein Kastensystem, an deren Spitze die Eliten und Propheten standen. In einigen Phasen kam es jedoch auch zu Bürgerkriegen, die fast zur Auflösung der Allianz führten. Mit dem Beitritt der Brutes bekamen die Eliten zusätzlich einen starken Konkurrenten, der versuchte, die Gunst der Propheten zu erlangen.
Mit der Entdeckung der Menschen wurde ein neues Zeitalter ausgerufen, an dessen Ende die Auslöschung der Menschheit stehen sollte. Der Grund dafür war, dass die Propheten die Menschen als Beleidigung für ihre Götter ansahen. Im Laufe des Krieges werden die Menschen fast an den Rand der Vernichtung gebracht. Als sich jedoch herausstellte, dass die Halos in Wirklichkeit Superwaffen sind und nicht die Erlösung bringen, brach ein Bürgerkrieg zwischen den Brutes, unterstützt von den Propheten, und den Eliten aus. Mit der Unterstützung der Menschen gewannen letztendlich die Separatisten der Allianz, was zu ihrer Auflösung führte. Trotzdem wurden die meisten Spezies, die ehemalige Mitglieder der Allianz waren, allgemein als Allianz bezeichnet.

### UNSC/UNEC/UEG
Das Unified Earth Government (kurz UEG) bildet die Weltregierung und steht stellvertretend für die gesamte Menschheit. Die Regierung wurde zur selben Zeit wie das Militär, das United Nations Space Command (kurz UNSC), nach dem ersten interplanetaren Krieg gegründet. Seit dem 24. Jahrhundert kümmerte sich das Militär zusätzlich um die Durchführung der Beschlüsse des UEG und expandiert in verschiedene Systeme.
Dies hatte jedoch zur Folge, dass sich das Gebiet immer schwerer kontrollieren ließ. Als Folge versuchten mehrere Kolonien sich vom UEG loszusagen, was jedoch vom UNSC niedergeschlagen wurde. Die Aufstände wuchsen fast zu einer Rebellion heran, als plötzlich die Allianz angriff und die Menschen wieder vereinigte.
Mit dem Ende des Krieges scheint für das UEG ein goldenes Zeitalter zu beginnen. Das UEG ist zusammen mit dem UNSC die einzige stabile Regierung in der bekannten Galaxie.

## Spezies

### Blutsväter
Die Blutsväter sind anfangs die dominante Spezies der Galaxie. Sie sind sich selbst sicher, dass sie von den Vorläufern, ihren Vorgängern, erschaffen wurden. Ihr allgemeiner Glaube wird als die Aufgabe bezeichnet und soll den Schutz aller Lebewesen gewährleisten. Die Menschen machen diese Aufgabe den Blutsvätern jedoch streitig und führen Krieg gegen die Blutsväter. An dessen Ende werden die Menschen technologisch zurückgestuft und fallen zurück in das Steinzeitalter.
Geschwächt vom Krieg gegen die Menschen können die Blutsväter jedoch nicht die Invasion des Flood-Parasiten aufhalten. Nach dreihundert Jahren Krieg sind die Kräfte der Blutsväter ausgezehrt. Deswegen werden die Halos gebaut, um alles Leben in der Galaxie zu töten und daraufhin die Völker der Milchstraße neu anzusiedeln.

#### Die Bibliothekarin
Die Bibliothekarin ist ein weiblicher Blutsvater, welcher in der Klasse der Lebensforscher den Titel eines Lebensformers innehat.
Die Bibliothekarin ist die Gemahlin des Didaktikers, den sie knapp tausend Jahre vor dem Krieg gegen die Menschen geheiratet hat. Wann genau sie zur Lebensformerin wird, ist unbekannt. Zu Beginn des Krieges gegen die Menschen hat sie diesen Rang jedoch bereits inne. Der Didaktiker spricht sich mit dem Beginn des Krieges für die Vernichtung der Menschen aus, da diese eine Bedrohung für die Pläne der Blutsväter seien. Die Bibliothekarin ist jedoch dagegen.

##### Während des Menschen-Blutsväter-Krieges
Im Laufe und gegen Ende des Krieges ändern sich die Meinungen des Didaktikers und der Bibliothekarin über die Menschen. Sie ist vor allem schwer über die Entscheidung bestürzt, dass man die Menschen evolutionär zurückgestuft hat. Der Didaktiker empfindet dies jedoch als gerechte Strafe. Als sich zeigt, dass die Menschen eigentlich auf der Flucht vor den Flood gewesen und ihnen unterlegen sind, verspricht sie, den Menschen wieder zum Aufstieg zu verhelfen.

##### Krieg gegen die Flood
Aus Enttäuschung über die Vorbereitungen für den Kampf gegen die Flood geht der Didaktiker ins Exil. Die Bibliothekarin ist sich jedoch sicher, dass sie die Hilfe des Didaktikers im Krieg gegen die Flood noch benötigen würde und bringt das Kryptum, in welchem der Didaktiker eingeschlossen ist, zur Erde und passt den genetischen Code einiger Menschen an, um den Didaktiker zum richtigen Zeitpunkt zu wecken.
Sie weiß, dass die Halos gezündet werden würden, und rettet daher ein paar Exemplare jeder Spezies und bringt sie auf die Arche. Da die Kapazität der Arche alleine nicht ausreicht, bringt sie einige Spezies auf diversen Schwertwelten wie z. B. Installation 04 unter. Diese werden nach der Zündung der Halos nicht nur an den jeweiligen Ursprungsorten, sondern zum Teil auch auf Schwertwelten, Schildwelten sowie der Arche integriert.
Sie bemerkt, dass der Didaktiker gegen die Zündung der Halos ist und sich dafür entschieden hat, die Menschen mit der Hilfe des Erzeugers in prometheanische Springer zu verwandeln, um damit die Flood zu bekämpfen. Sie selbst hält es jedoch für moralisch bedenklich, die Menschen für diese Aufgabe zu opfern. So entscheidet sie sich, den Didaktiker in einem Kryptum auf Requiem gefangenzuhalten, und fertigt ein digitales Abbild von sich selbst an. Sie sieht vor, dass die Menschen später den Didaktiker finden würden, damit dieser sie die Aufgabe lehrt.

##### Tod
Es ist unbekannt, ob die Bibliothekarin wirklich tot ist. Einer Übertragung zufolge bleibt sie jedoch auf der Erde, als der Halo-Effekt einsetzt. Der Mensch Chakas vermutete jedoch, dass sie immer noch irgendwo ist und lebt.

##### Während des Reclaimer-Konflikts
Nachdem John-117 und später auch die UNSC Infinity auf Requiem notgelandet sind, soll der Chief mithilfe der Gipsy Kompanie den Gravitationstrichter finden und neutralisieren, da dieser eine Flucht von Requiem unmöglich macht. Im Zuge dieser Ereignisse wird der Chief vom Rest der Einheit getrennt und findet sich in einem Blutsvätergebäude wieder. Dort wird er nach kurzer Zeit bewusstlos und trifft nun in einer Mischung aus Traum und Vision die KI der Bibliothekarin, welche ihm erklärt, was der Didaktiker vorhat und dass er aufgrund einiger einzigartigen, von ihr geplanten Gensequenzen in ihm der Einzige sei, der den Didaktiker aufhalten könne. Nachdem diese Sequenzen von ihr aktiviert wurden, verschwindet sie wieder aus Johns Bewusstsein und er erwacht wieder innerhalb des Gebäudes. Was danach mit der KI passiert, ist unklar. Das UNSC versucht jedoch, diese mittels der Kopernikus-Basis zu finden.
Während der Requiem-Kampagne findet die Allianz unter Führung von Jul ’Mdama den Schrein der Bibliothekarin, in welchem sie ebendiese vermuten. Ihre Bemühungen, diesen zu aktivieren, sind jedoch lange Zeit erfolglos. Erst der gefangen genommene Henry Glassman kann den Schrein aktivieren, wobei sich dabei lediglich ein Schutzschild bildet, der Schrein jedoch weiterhin unerreichbar bleibt. Als später Catherine Halsey durch einen Blitzüberfall prometheanischer Springer von der UNSC Infinity entführt wird, schafft sie es, den Schild wieder zu deaktivieren und den Schrein zu betreten. Dort trifft sie die Bibliothekarin, welche ihr den Janus-Schlüssel übergibt.

#### Der Didaktiker
Der Didaktiker ist anfangs der Anführer der Blutsväterstreitkräfte im Krieg gegen die Menschen. Nach dem Krieg warnt er jedoch vor der Invasion der Flood und versucht seine Verteidigungspläne durchzusetzen. Er wird jedoch überstimmt und der Bau der Halos wird beauftragt. Enttäuscht zieht er sich deswegen aus der Politik zurück und geht ins Exil. Er wird kurz vor Ende des Krieges wiedererweckt. Daraufhin versucht der Didaktiker eine Lösung neben dem Genozid durch die Halos zu finden. Zwar findet er einen, jedoch muss er dafür die Menschen opfern. Die Frau des Didaktikers verhindert jedoch dies und schließt ihn auf seiner eigenen Welt Requiem ein.
Am Ende des Krieges wird der Didaktiker wiedererweckt und macht sich wieder daran die Menschheit zu vernichten. Dabei wird er jedoch vom Master Chief aufgehalten.

#### Prometheanischer Springer
Die prometheanischen Springer sind eine von den Blutsvätern aus digitalisierten Menschen und Prometheanern geschaffene Einheit, welche dem Befehl eines Blutsvaters unterliegen.

##### Geschichte
Die ursprüngliche Aufgabe der Springer besteht darin die Flood einzudämmen, da die Springer nicht von der Flood befallen werden können. Sie werden als letzte Lösung vom Didaktiker erdacht und verlangen als Rohmaterial einen digitalisierten Geist. Dabei wird der Körper der Person vom Erzeuger aufgelöst, wodurch diese ihren freien Willen sowie Verstand verliert.
Die Prometheaner opfern sich, um die Flood aufzuhalten, und gaben dabei ihre Form auf. Die neuen Truppen sind zwar effektiv, aber zu wenige um kriegsentscheidend zu sein. So entscheidet sich der Didaktiker, die Menschen zu erzeugen, da diese in seinen Augen eine Kriegsschuld besitzen.
Die Bibliothekarin sieht darin einen Verrat und den hilflosen Versuch des Didaktikers, die Aufgabe nicht abgeben zu wollen. Daraufhin verrät sie ihn und sperrt ihn zusammen mit den Springern auf Requiem ein.

##### Aufbau
Ein Springer ist vermutlich aus Hartlicht aufgebaut. Das Design ist animalisch und soll vermutlich zum Teil den Feind einschüchtern. Dabei entblößen sie bei Schreien den glühenden Schädel eines Menschen. Ein Springer besitzt insgesamt vier Arme. Dabei sind zwei mit je fünf Fingern versehen, die restlichen sind mit Waffen bestückt. Obwohl die Springer aus Hartlicht bestehen, besitzen sie ein Eigengewicht. Damit die eigentliche Materie des Springers nicht beschädigt werden kann, beschützt sie ein Schild aus Hartlicht.
Die Bewaffnung besteht aus einem Z-180 Scattershot oder einer Lightrifle, welche sich am rechten Arm befinden. Manchmal nutzen die Springer aber auch den Supresseor, eine Art Maschinengewehr. In der anderen Hand ist eine Hartlicht-Klinge integriert, womit er sich im Nahkampf zur Wehr setzt.
Daneben gibt es noch prometheanische Ritter. Sie besitzen die Fähigkeit sich im Notfall an verschiedene Stellen zu teleportieren. Jeder einzelne scheint über einen eigenen Beobachter zu verfügen, welcher sich in einem kleinen Zwischenraum innerhalb ihrer Panzerung am Rückenbereich befindet. Auf dieser lässt sich bei Bedarf eine Klappe öffnen, aus welcher ein Beobachter herausgeschossen kommt.
Die Beobachter sind als Unterstützungseinheiten konzipiert, und daher mit verschiedenen offensiven wie defensiven Fähigkeiten ausgestattet. So sind sie in der Lage, vom Spieler geworfenen Granaten zu fangen und zurückzuschleudern. Des Weiteren fliegen sie vor verbündeten Einheiten her, und projizieren einen sehr haltbaren Hartlichtschild, um ihre Verbündeten zu schützen. Ebenso greifen sie den Feind aber auch aktiv an, da sie mit einer integrierten Bolzenpistole ausgestattet sind.

### Allianz

#### Grunts (Unggoy)
Grunts gehören zur untersten Klasse der Allianz. Sie haben eine hohe Stimme und erinnern leicht an kleine Äffchen, sind jedoch Arthropoden. Sie atmen Methan, weswegen sie immer mit einer Atemmaske und einem dreieckigen Methantank auf dem Rücken in Erscheinung treten. Allein sind Grunts keine große Bedrohung, aber in einer größeren Gruppe und mit einem Elite- oder Brutekrieger an der Spitze werden sie zu gefährlichen Gegnern. Die Grunts stellen die große Mehrheit unter Soldaten der Allianz und daher auch der Infanterie dar. Aufgrund des hohen Vermehrungsdrangs der Grunts werden sie vor allem als Kanonenfutter eingesetzt, um Überbevölkerung vorzubeugen.
In Halo: Kampf um die Zukunft benutzen die Grunts Plasmapistolen, Nadelwerfer und Granaten und auch Plasmawerfer (später Flakgeschütz). Ab Halo 2 kommen auch stationäre Plasmagewehre hinzu, die sehr effektiv sein können. Ihren Rang kann man an ihrer Rüstungsfarbe erkennen: Orange für die Standardinfanterie, Rot für die Unteroffiziere, Grün für die Unterstützung und Weiß für Ultras.

#### Schakale (Kig-yar)
Die Kig-yar ähneln in ihrem Aussehen Geiern. Sie setzen im Kampf entweder auf eine Kombination aus tragbarem Schutzschild, der einen treffbaren Schwachpunkt hat, und Plasmapistole, oder ab Halo 2 auf ein Partikelgewehr oder in Halo 3 auf einen Karabiner. Schakale stehen vermutlich etwas höher als Grunts, sie haben aber dennoch nicht mehr Rechte. Ursprünglich sollten sie die Grunts als Rückgrat der Infanterie ablösen, was aufgrund mangelnder Disziplin ‒ die Schakale waren vor dem Beitritt in die Allianz ein Piratenvolk ‒ jedoch nicht möglich war. Stattdessen setzt man sie nun als Kundschafter und Scharfschützen ein, da sie außergewöhnlich gute Augen und einen ausgeprägten Geruchssinn haben.
Erstmals in Halo Reach erscheint eine neue Klasse der Schakale, die sogenannten Scharmützler. Sie bilden eine neue Truppe innerhalb der Allianzarmee und ziehen meistens mit dem Fokusgewehr in den Kampf. Scharmützler unterscheiden sich von normalen Schakalen in ihrer Flinkheit und in den charakteristischen Armschützern, welche sie vor Verletzungen schützen sollen. Scharmützler sind wesentlich gefährlicher als normale Schakale, da sie mit einer höheren Präzision und aus einer größeren Distanz das Feuer eröffnen.

#### Drohnen (Yanme'e)
Geflügelte, meist in großen Scharen auftretende insektoide Aliens, die sich ausschließlich der Plasmapistole oder des Nadelwerfers bedienen und aufgrund ihrer Wendigkeit und der Verwirrung, die durch die hektischen Bewegungen in der Luft entsteht, als ernste Bedrohung zu sehen sind. Die Drohnen sind exzellente Kämpfer, die sehr schwierig zu besiegen sind. Im ersten Teil nicht vorhanden. In den Romanen treten sie zum Teil als Mechaniker auf. Sie haben eine starke Abneigung gegenüber der Rasse der Huragok, da diese bessere Mechaniker sind und allgemein bevorzugt werden.

#### Jäger (Lekgolo/Mgalekgolo)
Die Lekgolo sind eine Spezies aus halbintelligenten Würmern, die in Kolonien zusammenleben. Die Allianz hat die Lekgolo gezähmt, um sie für militärische Zwecke einzusetzen. Dazu hat man spezielle Kampfanzüge entworfen, in denen jeweils eine Kolonie aus Lekgolo Platz findet und so praktisch eine Einheit bildet. Diese Einheiten nennt man Mgalekgolo.
Die Kampfanzüge der Mgalekgolo bestehen aus einer Metalllegierung, die normalerweise für den Schiffsrumpf von schweren Kreuzern verwendet wird. An den Punkten, wo normalerweise die Hände sein sollten, sind auf der rechten Seite ein Plasmawerfer und auf der linken Seite ein Metallschild in die Rüstung integriert. Die Rüstung kann von herkömmlichen Infanteriewaffen nicht durchdrungen werden, sodass Infanteristen nur eine Chance haben, wenn sie auf die freiliegenden Hüften, Rücken oder Hals der Mgalekgolo zielen. Sie kämpfen immer zu zweit. Wenn eine Lekgolokolonie zu groß für eine Rüstung wird, steckt man die Überflüssigen in eine zweite Rüstung. Zwischen den beiden ist eine große Verbundenheit. Es gibt auch wenige goldene Mgalekgolo, die auch einzeln zum Einsatz kommen. Sie sind wesentlich stärker als die kleineren blauen Mgalekgolo und haben eine stärkere Waffe.
Zusätzlich werden sie auch in größeren Anlagen als Ersatz für künstliche Intelligenzen verwendet. Sie sind auch in der Lage größere Roboter, wie den Scarab zu steuern.

#### Elite (Sangheili)
Die Eliten sind die Mitbegründer der Allianz und zählen zu ihren stärksten Mitgliedern. Ein einzelner Elitekrieger kann durchaus lebensbedrohlich sein, besonders, wenn er von einigen Grunts unterstützt wird. Eliten besitzen, wie der Master Chief, einen regenerativen Schild, der sie begrenzt vor Schaden jeglicher Art schützt. Ersatzweise oder zusätzlich können sie hierzu noch ein aktives Tarngerät mitführen, was sie nahezu unsichtbar macht. Wie die der Grunts, sind auch die Ränge der Eliten durch farblich unterschiedliche Panzerungen definiert. So wird Blau von normalen Kriegern, Rot von Veteranen, Silber/Schwarz von den sogenannten Schiffs- oder Flottenmeistern, den kampferprobtesten unter ihnen, und Gold von Generälen verwendet. In Halo Reach tritt zum ersten Mal ein neues Rängesystem auf. Hier muss man zwischen den Untergeordneten, den Spec-ops, den Rangern, den Ultras und den Zeloten unterscheiden. Im Online-Multiplayermodus erscheinen außerdem noch die Ränge der Generäle und der Feldmarschälle (Namen ins Deutsche übersetzt). Nach dem Ausbruch des Bürgerkrieges in der Allianz erkannten die Eliten die erschreckende Wahrheit über die Zerstörung in galaktischem Ausmaß, die die Ringe aktiviert anrichten würden, und schlugen sich auf die Seite des UNSC.

#### Der Gebieter
Hier wird konkret der zwanzigste Gebieter Thel 'Vadam behandelt, da alle vorherigen Gebieter für den Verlauf der Halo-Geschichte unwesentlich sind, und er, ausgenommen in Halo: Wars, der einzige Gebieter ist, der im nennenswerten Halo-Universum vorkommt.
Dieser Sangheili-Kommandant war ein Oberster Commander und der Flottenmeister des CSO-Superträgers Aufsteigende Gerechtigkeit.
Dabei handelte es sich um die Flotte, die Einrichtung 04 entdeckt hatte und alles daran setzte die Menschen zu verjagen. Erst verlor er die erste Ringwelt an die Menschen, als sie diese zerstören wollten. Die überlebenden Menschen kaperten die Aufsteigende Gerechtigkeit und das Schiff wurde später durch ein Selbstmordkommando auf eine Allianz-Flottenbasis im Weltraum zerstört. Allerdings konnten dadurch viele feindliche Schiffe vernichtet und ein Angriff auf die Erde vorerst verzögert werden. Dies war auch der Grund, weshalb die Propheten den früheren Kommandanten als Ketzer bezeichneten und folterten. Allerdings wurde er nicht, wie üblich, in der Öffentlichkeit hingerichtet, sondern als Gebieter eingesetzt. Von da an sollte er als Werkzeug der Propheten in deren offiziellen Auftrag die Allianz zum Sieg führen und alle Ketzer und Ungläubigen vernichten.
Im Laufe des Spiels Halo 2 wird der Gebieter jedoch von den Brutes im Auftrag des letzten Propheten zum Tod in einen Abgrund befördert. Somit wäre für den Propheten der letzte unnötige Ballast abgeworfen. Jedoch wird der Gebieter vom Gravemind der Flood vor dem Tod gerettet und zusammen mit seinem bis dahin größten Feind, dem Master Chief, ausgesandt um die Aktivierung der Halos zu verhindern. Seitdem steht er an der Seite des Chiefs, da er von den Propheten verraten wurde und seine gesamte Spezies nun im Krieg mit den Propheten und den Brutes steht.

#### Der Schiffsmeister (Rtas 'Vadum)
Rtas 'Vadum ist Commander der Special Operations der Allianz und wurde später zu einem der Anführer der Allianz-Separatisten, Schiffsmeister der Schatten der Absicht und Flottenmeister der Flotte der Vergeltung. Er war zudem der bisher einzig bekannte Special Operations Kommandant im Militärsystem der Allianz.

#### Brutes (Jiralhanae)
Die Brutes sind die Berserker der Allianz. Diese muskulösen, teils an Gorillas teils an Bären erinnernden Wesen sind erst spät der Allianz beigetreten, jedoch übernehmen sie während des Bürgerkriegs die Rolle der Eliten, die Propheten zu beschützen. Sie sind nicht sonderlich intelligent und haben viele animalische Eigenheiten, gleichen dies aber durch Kraft und Schnelligkeit aus. Sie besitzen keinen Energieschild, doch sind sie aufgrund des starken Körperbaus mindestens so standhaft wie ein Elite. Sie benutzen in der Regel Allianzwaffen oder meistens Granatwerfer, doch scheuen sich als einziges Mitglied der Allianz nicht, menschliche Waffen zu benutzen, wenn es sich anbietet. Wenn Brutes provoziert werden, verfallen sie in eine Art Rage, werfen ihre Waffen weg und versuchen mit erstaunlicher Geschwindigkeit ihre Gegner mit den Klauen zu töten.

#### Häuptling der Brutes
Der Häuptling der Brutes ist äquivalent zum Gebieter. In der Vergangenheit gab es viele Auseinandersetzungen.

„Ein blutiges Schicksal wartet auf Sie und den Rest Ihrer inkompetenten Rasse … Und ich, Tartarus, Häuptling der Brutes, schicke Sie dorthin!“

Tartarus war der Häuptling der Jiralhanae und Nachfolger seines Onkels Maccabeus. Nach dem Erstkontakt der Menschen mit den Brutes wurde Maccabeus schwer am Bein verletzt. Tartarus war schon immer ein sehr machthungriger Brute und forderte kurzerhand den verletzten Maccabeus zum Kampf heraus. Maccabeus musste annehmen, da es eine Schande wäre, einen Kampf abzulehnen. Normalerweise würden die anderen Brutes Tartarus verachten, aber da niemand so stark war wie er, konnte der Kampf nicht verhindert werden. Maccabeus wurde getötet und Tartarus bekam die Faust von Rukt, ein legendärer Hammer und Herrschaftssymbol. Er wird von Generation zu Generation weitergegeben.
Tartarus war der letzte bekannte Häuptling der Jiralhanae, er wurde 2552 von Thel 'Vadam getötet. Nach dem Tod von Tartarus wurde nie wieder ein Häuptling ernannt, die Faust von Rukt ging verloren.
Häuptlinge vor Maccabeus sind nicht bekannt.

#### Propheten (San 'Shyuum)
Die drei Propheten mit den Namen Wahrheit, Bedauern und Gnade bilden die Führung der Allianz. Diese verhältnismäßig harmlosen Wesen sitzen in einem gleitenden oder fliegenden bewaffneten Thron, der ihnen sogar Teleportation in kleinen Reichweiten ermöglicht. Zweifellos sind die Propheten bei Weitem die älteste Rasse der Allianz und vermutlich auch die am Weitesten entwickelte. Die Propheten gehören innerhalb der Allianz einer absoluten Minderheit an, weil ihr Heimatplanet in der Zeit vor der Gründung der Allianz schwer verwüstet wurde. Zu Beginn des Konfliktes zwischen der Allianz und den Menschen gab es laut Wahrheit zwei Millionen San 'Shyuum, die sich aus nur ca. tausend Überlebenden der Zerstörung ihrer Heimatwelt entwickelt haben. Das hat auch dazu geführt, dass Inzucht ein weit verbreitetes Problem der Rasse darstellt. Sie haben durch ihre fehlerhafte Auslegung der alten Schriften, der sogenannten Blutsväter, auf die sie gestoßen sind, den Glauben verbreitet, durch die Aktivierung der Ringe werde ihnen Göttlichkeit zuteil. Bedauern predigt durch eine Holokonsole zum Beispiel: „Ich schüre die reinigende Flamme und brenne einen Pfad zur Göttlichkeit!“
Einst waren die San 'Shyuum mit den Menschen verbündet und kämpften gegen die Blutsväter. Nach langen Jahren des Krieges verloren die Menschen den Krieg und wurden bestraft, indem die Blutsväter sie in ihrer Entwicklung zurückstuften. Die San 'Shyuum ergaben sich kurz vor der Niederlage, weswegen sie nicht zurückgestuft wurden, stattdessen durften sie künftig keine Waffen mehr bauen und wurden vom Rest des Universums abgeschottet. Mehrere Jahrhunderte später wurde ihre Heimat vom Obersten Erbauer der Blutsväter mittels eines Halos zerstört, da sie unerlaubterweise sich wieder bewaffnet und rebelliert haben.

#### Ingenieure (Huragok)
Die Ingenieure der Allianz werden in den Romanen mehrfach erwähnt und spielen eine wichtige Rolle im auf Imitation und Assimilation ausgelegten Kastensystem der Allianz. Sie erscheinen allerdings erst in Halo 3: ODST. Sie sind in der Lage, Technologien zu erforschen, indem sie das entsprechende Gerät zerlegen und wieder zusammensetzen, was durch ihre vielen tentakelartigen Arme in einer für das menschliche Auge unglaublichen Geschwindigkeit geschieht. Obschon die Ingenieure die meisten Waffen der Allianz warten und entwickeln, sind sie selbst absolut friedliche Wesen, die nicht einmal mit der Allianz verfeindete Truppen der UNSC angreifen würden.

### Die Flut (Flood)
Die Flut (engl. „Flood“, pseudo-lateinisch: Inferi redivivus „Wiedererweckter Toter“) kommen zum ersten Mal im Level 343 Guilty Spark des ersten Halo-Teils vor. Sie sind eine Art Parasit, der organische Lebewesen befällt und kontrolliert.
Der einzig bekannte Fall, der die Floodinfektion überlebt hat ohne selbst zu mutieren, ist Sgt. Johnson. Aus den Büchern geht hervor, dass es vermutlich mit seinem durch das Borens-Syndrom geschädigten Nervengewebe (Gehirntumor) zusammenhängt. Das Borens-Syndrom entsteht durch eine höhere Dosis Strahlung, die bei Johnson beim Kampf gegen die Allianz durch den Gebrauch von mehreren Plasmagranaten ausgelöst wurde. Nach der Infektion durch die Flood verschwand der Tumor und seitdem weist Sgt. Johnson eine erhöhte Resistenz gegen alle Krankheiten und Verletzungen auf, und sein Körper regeneriert sich schneller als bei normalen Menschen. Die UNSC ist dabei, diese Gegebenheit zu untersuchen, um ein Gegenmittel gegen Floodinfektionen zu entwickeln (In den Büchern werden die Aufzeichnungen über Johnsons Immunität nicht dem UNSC-Geheimdienst übergeben, sondern durch den Master Chief zerstört).

#### Gravemind
Der Gravemind (pseudo-lateinisch: Inferi Sententia „Tote Gesinnung“) erscheint erstmals in Halo 2, ist die größte Flood-Form und das Pilzgehirn der Flood. Vermutlich besteht er aus einer großen Biomasse, mit der Fähigkeit zu sprechen. Er rettet den Master Chief, als dieser, nachdem er den Propheten des Bedauerns tötete, in einen See von Halo Delta fiel. Daraufhin versucht er, den Master Chief und den Gebieter zu verbünden, damit sie die anderen beiden Propheten davon abhalten, die Installation 05 (Halo Delta) zu aktivieren. Währenddessen begibt sich der Gravemind mit der In Amber Clad nach High Charity, der Heiligen Stadt der Allianz. Er hintergeht somit den Master Chief und den Gebieter, um von Halo Delta zu fliehen.
Flood-Infektion
Die Flood-Infektion kann sich auf zwei Wegen ausbreiten, entweder infiziert man sich direkt durch das einatmen einer Flood-Spore, oder nachdem eine so genannte Flood-Infektionsform einem Wirt einen Tentakel ins Rückenmark gerammt hat. Die Infektionsform kriecht hierbei in den Körper des Wirtes, schaltet dessen Geist aus und streckt anschließend seine Tentakel in den gesamten Körper des Wirtes (durch Adern, Arterien etc.) aus. Der Wirt mutiert anschließend entweder zu einer sogenannten Kampfform, oder zu einer Trägerform. Die Flood-Infektionsform verstärkt die Muskeln im Körper des Wirtes weit über sein natürliches Maß hinaus, wodurch dieser stärker und vor allem im Nahkampf effektiver ist. Die Muskeln reißen zwar im Laufe der Zeit, da die Kampfform aber keinen Schmerz empfindet, kann diese Tatsache ignoriert werden.

### Menschen

#### Master Chief
John wird am 7. März 2511 geboren. Er wächst bei seinen Eltern in der Stadt Elysium City auf, welche auf einem Planeten im Eridanus-System liegt. Im Alter von sechs Jahren wird er von Catherine Halsey als potenzieller Kandidat für das streng geheime SPARTAN-II-Programm ausgewählt. Er ist ein perfekter Kandidat, weil er in guter körperlicher und mentaler Verfassung ist. Außerdem hat er etwas, das die anderen nicht hatten: Glück. Im selben Jahr werden er und 74 weitere Kinder entführt und durch Schnellklone ersetzt, welche schnell sterben, um die Entführung zu vertuschen. Sie werden allesamt nach Reach transportiert. Dr. Halsey informiert sie über das Spartan-Programm und sagt ihnen, dass sie nun die Verteidiger der Erde und all ihrer Kolonien seien. Am nächsten Tag erhält er seine Uniform und seine Dienstkennung, John Petty Officer Master Chief 117.
John trainiert von nun an mit anderen Kandidaten unter Führung von Senior Chief Petty Officer Franklin Mendez. Acht Jahre lang wird er trainiert, gedrillt und im Umgang mit Waffen perfektioniert. Im Laufe des Trainings freundet er sich mit Kelly-087 und Samuel-034 an.
Mendez und Halsey sehen im Laufe des Trainings das Können von John und erklärten ihn zum Squad-Führer.
Im Alter von 14 Jahren nimmt John am gefährlichen Verfahren der künstlichen Verbesserung der Fähigkeiten teil. Diese Prozedur überlebt nur knapp die Hälfte der jungen Spartans. John und 33 andere sind die einzigen, die diesen Prozess völlig unversehrt überstehen während der Rest teils schwere körperliche Behinderungen davonträgt. Es heißt, dass John im Alter von 14 Jahren den Körper eines 18-jährigen Athleten gehabt hat. Dies ist deshalb möglich, weil die Injektionen die Muskeln der Spartans dichter, die Knochen dicker und ihre Reflexe schneller machen. Nachdem sie mit den Verbesserungen fertig sind, werden sie zur UNSC Atlas geschickt, um ihre Fähigkeiten in Mikrogravitations-Umgebung zu verbessern. Bei seinem ersten Aufenthalt wird er mit fünf ODST konfrontiert, deren Sergeant ihnen befohlen hat, im Boxring gegen John anzutreten. Zwei der ODST sterben, während die anderen schwer verletzt werden. Im Nachhinein konnte man in Erfahrung bringen, dass dies von MND inszeniert wurde, um die neuen Fähigkeiten des SPARTAN-II zu testen.

#### Cortana
Cortana ist aus einer Kopie des Verstandes von Dr. Catherine Elizabeth Halseys entstanden. Es existieren insgesamt zwanzig solcher Kopien, jedoch ist nur eine begrenzte Anzahl dieser für eine Entwicklung zur KI geeignet. Bei diesem Prozess wird ein komplettes Abbild des Verstandes der Person erstellt, inklusive aller Erinnerungen, Gedanken, Meinungen und Werte. Die visuelle Erscheinung Cortanas entspricht ebenfalls in etwa Halseys Erscheinungsbild, welches dem Jugendalter entspricht. Mit der Zeit wächst ihr Wissen und ihre Kreativität, dies führt aber auch zu einer Veränderung ihres Charakters. Sie wird wild, zynisch und kalt und attackiert John-117 immer öfter verbal, was besonders deutlich bei Halo 4 zu spüren ist. Ein solches Verhalten tritt vermutlich bei allen KIs nach einer Betriebszeit von etwa sieben Jahren auf und führt auf lange Sicht zu deren Selbstzerstörung.
Bungie wählte den Namen für Cortana bewusst. Er geht zurück auf ein Schwert, dass in vielen Legenden als Curtana, Cortana oder auch Courtain trägt. Ursprünglich soll es das Schwert von Tristan gewesen sein, welches dann seinen Weg zu Holger dem Dänen fand. Auf dem Schwert soll sich zudem folgende Inschrift befinden „Ich bin Cortana aus dem gleichen Stahl und Temperament wie Joyeuse und Durendal.“ Durendal ist wiederum ebenfalls eine KI und der Hauptantagonist einer früheren Spielereihe Bungies namens Marathon.

#### Sergeant Major Avery Junior Johnson
Im Jahr 2489 schreibt sich Avery Johnson beim United Nations Space Command Marine Corps ein und wird einer der Freiwilligen, welcher sich für das ORION-Projekt meldet. Hier werden Johnsons Fähigkeiten durch ein hartes Training und biologische Modifikationen verbessert. Aufgrund dieser verbesserten Ausbildung qualifiziert sich Johnson für diverse Operationen wie etwa CHARLEMAGNE, KALEIDOSKOP oder TANGLEWOOD.
Aufgrund seiner herausragenden Leistungen wird Johnson vom UNSC Naval Special Warfare, einer Abteilung des UNSCs, welche sowohl innerhalb des Unified Ground Command als auch der Navy Sondereinsätze leitet, zum UNSC Staff Sergeant befördert.
Als Staff Sergeant erhält Johnson das Kommando über ein Squad bestehend aus drei Soldaten des Marine Corps, und über einen weiteren Squad, unter der Führung von Nolan Byrne, um eine Razzia in einer Bombenwerkstatt auf dem Industrieplaneten Tribute durchzuführen. Bei dieser Aktion schaffen es die beiden Squads die Werkstatt zu infiltrieren, einige Rebellen, welche sich um die Produktion der Bomben gekümmert haben, gefangen zu nehmen und über die aktuelle Position der Bomben zu befragen.
Nachdem die Marines den Aufenthaltsort der Bomben herausgefunden haben, begeben sie sich mit ihren AV-14 Hornets zur angegebenen Position. Dort angekommen eliminiert Johnson den Fahrer des Schwertransporters, welcher die Bomben in die Stadt bringen sollte, mit Hilfe seines M99 Stanchion. Als das Marine Squad, welches Byrne untersteht, gerade die vom Fahrer zuvor besuchte Raststätte stürmt, stellt sich heraus, dass sich im Restaurant eine Bombe befindet.
Eine im Restaurant befindliche Frau zieht beim Eintreffen der Marines einen Zünder und nimmt eine vier Jahre alte Geisel. Zwar erhält Johnson eine Freigabe zum Schuss, feuerte jedoch nicht, da er sich nicht im Stande sieht, die Zielperson zu treffen, ohne die Geisel zu verletzen. Bevor Avery handeln kann, springt der Vater der Geisel vom Stuhl auf und versucht die Geiselnehmerin zu überwältigen. Dabei aktiviert diese jedoch sowohl eine Bombe in ihrer Handtasche als auch die draußen befindlichen Bomben, welche in Reifen untergebracht sind. Durch die Explosion sterben drei Mitglieder vom Bravo Squad, Byrne selbst wird schwer verletzt und die Marines aus Averys Alpha Squad werden leicht verletzt.

#### Captain Thomas J. Lasky
Thomas „Tom“ J. Lasky, Captain der UNSC INFINITY, wird am 15. August 2512 auf dem Mars geboren und ist der Sohn der hohen UNSC Offizierin Colonel Lasky. Sein älterer Bruder Cadmond Lasky ist Mitglied der ODST und wird von Aufständischen fast getötet. Als Jugendlicher kommt er auf die Corbulo Akademie, später stellt sich allerdings heraus, dass Lasky gegen Cryoprethalin, dass bei Cryoschläfen benutzt wird, schwer allergisch ist, was ihn somit für den Wehrdienst untauglich macht. Auf der Corbulo Akademie lernt er seine Kameradin und Freundin Chyler Silva kennen, in die er sich verliebt. Zu Beginn des Angriffes der Allianz auf Circinius-IV rettet John-117 Lasky und sein Squad aus dem Corbulo Camp. Während der Gefechte erhält Lasky im Angesicht des Todes von Chyler Silvias Marke. Sie überlebt nach einem Schuss in den Torso. Lasky, John-117 und weitere erreichten nach einem Kampf mit einem Jäger den Pelikan, mit dem sie noch rechtzeitig fliehen konnten.
In jungen Jahren diente er als Pilot, bis er zum Offizier aufstieg. Nach dem Menschen-Allianz-Krieg wurde er der erste Offizier der UNSC Infinity. Thomas Lasky fand das Notsignal der UNSC Forward Unto Dawn, in der sich Master-Chief John-117 befand und flog dorthin, bis er bemerkte, dass er vom Blutsväter Planeten Requiem in einen Sog hinein gezogen wird wie der Master-Chief zuvor. Er stürzte mit der kompletten UNSC Infinity ab und schlug auf dem Landesinneren von Requiem auf. Nach einigen Scharmützeln mit der Allianz rettete er den Master Chief. Nach weiteren Kämpfen mit der Allianz und dem Didaktiker rettete Lasky zusammen mit John-117 in der Schlacht um den Orbit die Erde. Zudem leitete Lasky auf dem Blutsväter Planeten Requiem die Angriffe, um im Orbit freie Bahn zu haben. Mit den Spartans der vierten Generation gewann er den Kampf um Requiem und er rettete zusammen mit Spartan-IV Sarah Palmer ein Artefakt vom Planeten.

## Einfluss
Brian Michael Bendis verglich die kulturellen Einflüsse von Halo mit denen von Star Wars.
Die Namen der Sprachassistentin Cortana sowie der Arbeitstitel von Microsoft Windows 10 „Threshold“ sind auf die Spielereihe zurückzuführen.

## Verfilmungen

### Kinofilmplanung
Im Oktober 2005 kündigte 20th Century Fox eine Verfilmung von Halo an. Als ausführende Produzenten und kreative Berater wurden Peter Jackson, der Regisseur von Herr der Ringe, und seine Frau Fran Walsh angekündigt, die auch ihre Effektfirma Weta Workshop zur Verfügung gestellt hätten.
Die beiden US-Studios Universal Pictures und 20th Century Fox sind allerdings überraschend aus ihrem Deal mit Microsoft zur Finanzierung der Videospiel-Verfilmung von Halo ausgestiegen. Gerüchten zufolge soll die Sorge um die steigenden Produktionskosten der Grund für den Rückzieher sein. Die Filmemacher hinter dem Projekt gaben dagegen zu verstehen, dass die Studios die Gewinnbeteiligung für Microsoft und die Produzenten drücken wollten. Fox und Universal hatten sich im Jahre 2005 die Rechte an dem erfolgreichen Videospiel für fünf Millionen Dollar sowie zehn Prozent des Einspielergebnisses gesichert.
Im Juli 2007 gab 20th Century Fox bekannt, dass sie Lizenznehmer für die Marke Halo sein werden. Dies gilt bisher aber nur für das Fanartikel-Sortiment. Microsoft veröffentlichte zur E3 einen Kurzfilm vom Regisseur Neill Blomkamp.
2008 gewann die Werbespotreihe Believe zu Halo 3 einen Preis beim Cannes Lions International Advertising Festival (Silber in der Kategorie Other Consumer Products). Die Firma AKQA aus San Francisco erstellte die Spots.
Im Juni 2009 gab Peter Jackson die Produktionsrechte von Halo an Steven Spielberg ab. Geplant war es danach, einen Film basierend auf dem Roman Halo: Die Schlacht um Reach von Eric Nylund zu realisieren. Da aber Microsoft von den Filmstudios bisher immense Summen verlangt hat, ist er immer noch nicht zustande gekommen.

### Serien

#### Halo
Im Mai 2013 gab 343 Industries bekannt, dass eine Realfilm-Fernsehserie von Halo mit Steven Spielberg als Executive Producer gefilmt wird. Neill Blomkamp war für die Regie vorgesehen. Die Serie sollte im Herbst 2015 bei Showtime Premiere haben, pünktlich zur Veröffentlichung von Halo 5: Guardians. Im August 2015 verschob man die Veröffentlichung allerdings auf einen unbekannten Zeitpunkt. Am 15. November 2021 wurde im Rahmen der Xbox Jubiläums-Livestream, der erste Teaser zu der kommenden Halo-Serie veröffentlicht. Die Serie ist am 24. März 2022 auf Paramount+ erschienen. In Deutschland wird die Serie über Sky veröffentlicht. Sie endete nach zwei Staffeln.

#### Halo Legends
Auf der Comic-Con International 2009 gab Microsoft bekannt, dass das neu gegründete Studio 343 Industries zusammen mit japanischen Animestudios an einer Anime-Kurzfilmreihe mit dem Titel Halo Legends arbeitet. Die Episoden 1 bis 3 (The Origins Part1 & Part2, The Babysitter) wurden animiert von Studio 4°C, Episode 4 (Prototype) von Bones, Episode 5 (Homecoming) von Production I.G und Bee Train, Episode 6 (The Duel) von Production I.G, Episode 7 (The Package) von Shinji Aramaki und Episode 8 (Odd One Out) von Toei Animation. 2010 erschien die Reihe auf DVD sowie Blu-ray Disc.

#### Halo 4: Forward Unto Dawn
Eine andere Realfilm-Miniserie aus fünf Episoden mit dem Titel Halo 4: Forward Unto Dawn ist ab 5. Oktober 2012 auf Halo Waypoint und YouTube zusammen mit dem Spiel Halo 4 erschienen. Eine ungeschnittene Version sowie ein Making-of ist in der Limited Edition des Spieles enthalten. Darsteller sind unter anderen Tom Green, Anna Popplewell sowie Enisha Brewster, Regie führte Stewart Hendler. Nach Angaben der US-Tageszeitung Los Angeles Times soll die Serie zwischen vier und acht Millionen Euro gekostet haben. Die Geschichte handelt vom Charakter Thomas Lasky, welcher durch seine Laufbahn begleitet wird. Die Serie erschien zusammengeschnitten als Film im Mai 2013 auf Blu-ray und DVD.

#### Halo: Nightfall
Halo: Nightfall ist eine Realfilm-Serie die von Ridley Scott und seiner Produktionsfirma Scott Free Productions in Zusammenarbeit mit Scott Free TV und 343 Industries produziert wurde. Scott, der ausführender Produzent war, wurde dabei von David Zucker (Produzent) und Sergio Mimica-Gezzan (Regie) unterstützt. Käufer der Halo: The Master Chief Collection erhielten Zugriff auf die Serie, nachdem die einzelnen Kapitel veröffentlicht wurden. Im März 2015 erschien im Handel eine DVD- sowie eine Blu-ray-Fassung der Serie.

#### Halo: The Fall of Reach
Ein animierter Film mit dem Titel Halo: The Fall of Reach erschien im Dezember 2015 auf DVD und Blu-Ray, Regie führte Ian Kirby. Angelehnt an den Roman Halo: Die Schlacht um Reach von Eric Nylund ist die Serie ein Prequel und erzählt das Leben des Master Chiefs vor den Ereignissen vor Halo: Kampf um die Zukunft.

## Soundtracks
- 2002: Halo – Original Soundtrack von Martin O’Donnell und Michael Salvatori (neue Edition mit Bonus-DVD 2005)
- 2004: Halo 2 Volume One von Martin O’Donnell und Michael Salvatori (Gäste: Incubus, Breaking Benjamin, Hoobastank, Nataraj sowie Nile Rodgers)
- 2006: Halo 2 Volume Two von Martin O’Donnell und Michael Salvatori
- 2007: Halo 3 von Martin O’Donnell, Michael Salvatori und Princeton
- 2009: Halo Wars von Stephen Rippy
- 2009: Halo 3 ODST von Martin O’Donnell und Michael Salvatori
- 2010: Halo Reach von Martin O’Donnell und Michael Salvatori
- 2011: Halo Combat Evolved Anniversary von Martin O’Donnell und Michael Salvatori
- 2012: Halo 4 – Original Soundtrack von Neil Davidge
- 2014: Halo 2 Anniversary Original Soundtrack. Neu arrangiert von Paul Lipson, Lennie Moore, Tom Salta, Brian Trifon und Brian Lee White
- 2015: Halo 5: Guardians Original Soundtrack von Kazuma Jinnouchi
- 2021: Halo Infinite von Gareth Coker, Joel Corelitz und Curtis Schweitzer

### Kompilationen
- 2007: Halo 1 & 2
- 2008: Halo Trilogy – Complete Original Soundtrack

## Weiteres
Seit 2014 existiert die Deathcore-Band Shadow of Intent, die bisher mit Primordial und Reclaimer zwei Konzeptalben veröffentlichte. In beiden Alben werden Handlungen aus der Spielereihe beschrieben.
Außerdem gibt es das 2013 von dem Rapper Dame veröffentlichte Lied King of the Hill, das sich auch mit Halo beschäftigt.

### Art Books
- Eric S. Trautmann: The Art of Halo: Die Erschaffung einer Virtuellen Welt. Panini Verlag, 2005, ISBN 3-8332-1260-8
- Fernando Bueno: The Art of Halo 3. Prima Games, englisch, 2008, ISBN 978-0-7615-6072-2
- Frank O’Connor: Die Halo Enzyklopädie: Der ultimative Führer durch das Halo-Universum. Panini Verlag, 2010, ISBN 3-8332-2075-9
- Paul Davies: Awakening: The Art of Halo 4. Titan Books, englisch, 2012, ISBN 978-1-78116-324-5
- Sparth und Frank O’Connor: The Art of Halo 5: Guardians. Pocket Books, englisch, 2015, ISBN 978-1-60887-649-5
- Diverse Autoren: Halo – Mythos: Die ganze Geschichte des Halo-Universums. Egmont Schneiderbuch, 2016, ISBN 978-3-505-13898-0
- Hans Jenssen und John Mullaney: Halo – Warfleet: Die Flotte des Halo-Universums. Egmont Schneiderbuch 2017, ISBN 978-3-505-14045-7
- Verschiedene Autoren: The Art of Halo Infinite. Dark Horse Books, englisch, 2021, ISBN 978-1-5067-2008-1

### Graphic Novels

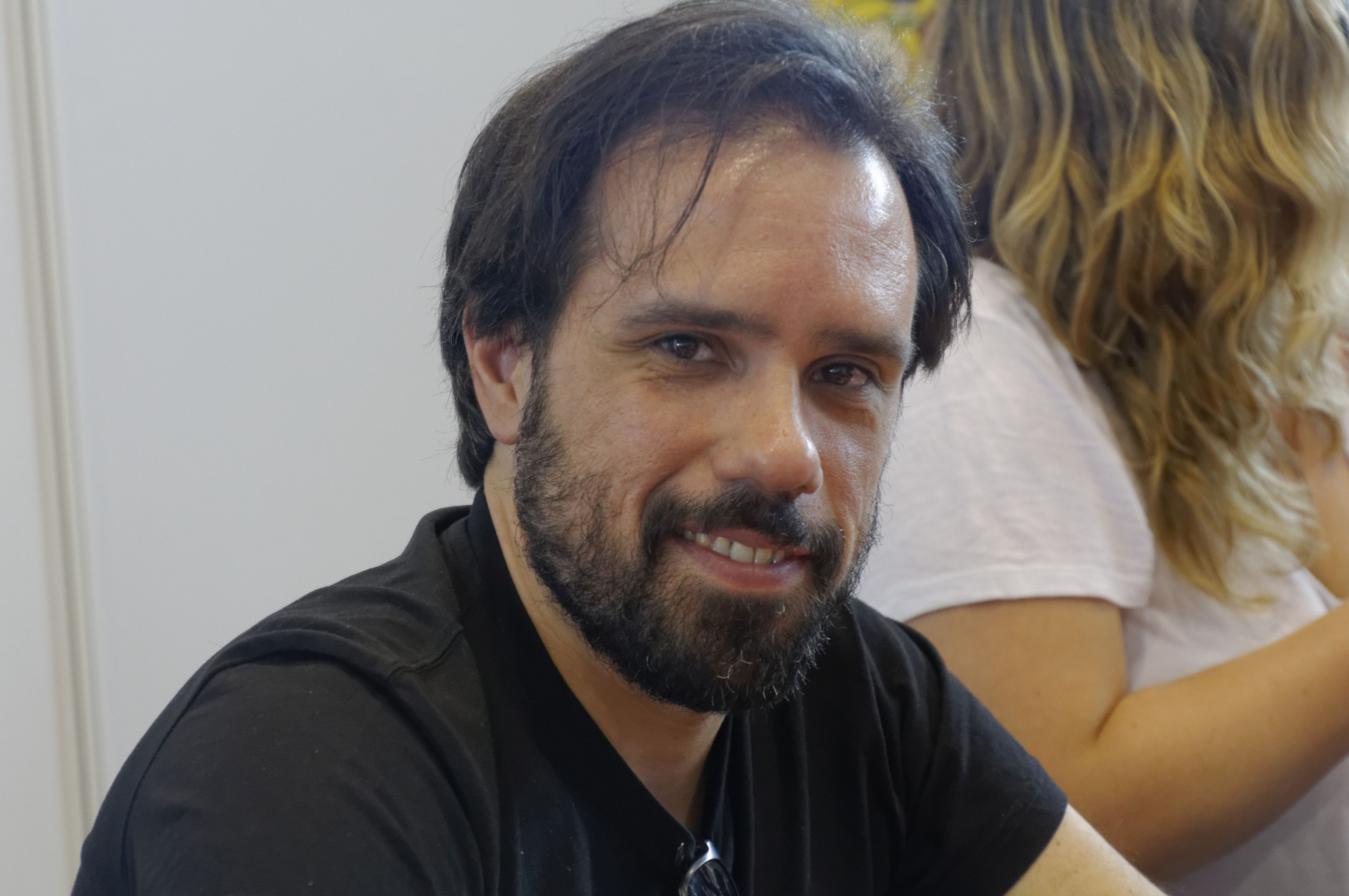
Marco Castiello auf der Comic Con Stuttgart

- Lee Hammock: Halo – Graphic Novel, Band 1, Panini Verlag, 2007, ISBN 3-86607-480-8
- Brian Michael Bendis und Maleev: Der Aufstand, Band 2, Panini Verlag, 2011, ISBN 978-3-86607-574-0
- Peter David und Eric Nguyen: Höllenspringer, Band 3, Panini Verlag, 2011, ISBN 978-3-86201-079-0
- Fred van Lente und Francis Portela: Blood Line, Band 4, Panini Verlag, 2012, ISBN 978-3-86201-313-5
- Brian Reed und Marco Castiello: Der Auslöser, Band 5, Panini Verlag, 2014, ISBN 978-3-86201-379-1
- Chris Schlerf und Sergio Arino: Eskalationsstufe 1, Band 6, Panini Verlag, 2014, ISBN 978-3-95798-041-0
- Brian Reed und Sergio Arino: Eskalationsstufe 2, Band 7, Panini Verlag, 2015, ISBN 978-3-95798-225-4
- Brian Reed und Sergio Arino: Eskalationsstufe 3, Band 8, Panini Verlag, 2016, ISBN 978-3-95798-644-3
- Brian Reed und Sergio Arino: Eskalationsstufe 4, Band 9, Panini Verlag, 2016, ISBN 978-3-95798-930-7

### Romane
- Eric Nylund: Halo: Die Schlacht um Reach. 9. Auflage. Band 1. Panini, 2005, ISBN 3-8332-1345-0 (Originaltitel: Halo: The Fall of Reach. Übersetzt von Claudia Kern).
- William C. Dietz: Halo: Die Invasion. Band 2. Panini, 2004, ISBN 3-8332-1082-6 (Originaltitel: Halo: The Flood. Übersetzt von Claudia Kern).
- Eric Nylund: Halo: Erstschlag. 6. Auflage. Band 3. Panini, 2004, ISBN 3-8332-1083-4 (Originaltitel: Halo: First Strike. Übersetzt von Claudia Kern).
- Eric Nylund; William C. Dietz: Halo. Band 1–3. Panini, 2005, ISBN 3-8332-1307-8 (Originaltitel: Halo. Übersetzt von Claudia Kern).
- Eric Nylund: Halo: Geister von Onyx. 4. Auflage. Band 4. Panini, 2007, ISBN 978-3-8332-1458-5 (Originaltitel: Halo: Ghosts of Onyx. Übersetzt von Claudia Kern).
- Joseph Staten: Halo: Erstkontakt. 5. Auflage. Band 5. Panini, 2008, ISBN 978-3-8332-1645-9 (Originaltitel: Halo: Contact Harvest. Übersetzt von Claudia Kern).
- Tobias S. Buckell: Halo: Das Cole Protokoll. 3. Auflage. Band 6. Panini, 2009, ISBN 978-3-8332-1873-6 (Originaltitel: Halo: The Cole Protocol. Übersetzt von Claudia Kern).
- John Shirley: Halo: Der zerbrochene Kreis. Band 7. Panini, 2015, ISBN 978-3-8332-3009-7 (Originaltitel: Halo: Broken Circle. Übersetzt von Andreas Kasprzak).
- Matt Forbeck: Halo: Frisches Blut. Band 8. Panini, 2015, ISBN 978-3-8332-3169-8 (Originaltitel: Halo: New Blood. Übersetzt von Tobias Toneguzzo).
- Peter David: Halo: Jäger in der Dunkelheit. Band 9. Panini, 2016, ISBN 978-3-8332-3261-9 (Originaltitel: Halo: Hunters in the Dark. Übersetzt von Tobias Toneguzzo).
- Troy Denning: Halo: Das letzte Licht. Band 10. Panini, 2016, ISBN 978-3-8332-3357-9 (Originaltitel: Halo: Last Light. Übersetzt von Tobias Toneguzzo).
- Tobias S. Buckell: Halo: Die Gesandte. Band 11. Panini, 2017, ISBN 978-3-8332-3520-7 (Originaltitel: Halo: Envoy. Übersetzt von Tobias Toneguzzo).

Die Blutsväter-Saga (The Forerunner Saga)
- Greg Bear: Halo: Kryptum. Band 1. Panini, 2011, ISBN 978-3-8332-2612-0 (Originaltitel: Halo: Cryptum. Übersetzt von Tobias Toneguzzo, Andreas Kasprzak).
- Greg Bear: Halo: Primordium. Band 2. Panini, 2012, ISBN 978-3-8332-2524-6 (Originaltitel: Halo: Primordium. Übersetzt von Tobias Toneguzzo, Andreas Kasprzak).
- Greg Bear: Halo: Silentium. Band 3. Panini, 2013, ISBN 978-3-8332-2701-1 (Originaltitel: Halo: Silentium.).

Kilo-Five-Trilogie
- Karen Traviss: Halo: Glasslands – verglaste Welten. Band 1. Panini, 2012, ISBN 978-3-8332-2444-7 (Originaltitel: Halo: Glasslands. Übersetzt von Tobias Toneguzzo, Andreas Kasprzak).
- Karen Traviss: Halo: Kriegsspiele. Band 2. Panini, 2013, ISBN 978-3-8332-2611-3 (Originaltitel: Halo: The Thursday War. Übersetzt von Tobias Toneguzzo, Andreas Kasprzak).
- Karen Traviss: Halo: Mortal Dictata. Band 3. Panini, 2014, ISBN 978-3-8332-2861-2 (Originaltitel: Halo: Mortal Dictata. Übersetzt von Tobias Toneguzzo, Andreas Kasprzak).

Master-Chief-Trilogie
- Troy Denning: Halo: Stiller Sturm – Ein Master-Chief-Roman. Band 1. Panini, 2022, ISBN 978-3-8332-4265-6 (Originaltitel: Halo: Silent Storm – A Master Chief Story. Übersetzt von Tobias Toneguzzo, Andreas Kasprzak).
- Troy Denning: Halo: Oblivion – Ein Master-Chief-Roman. Band 2. Panini, 2023, ISBN 978-3-8332-4343-1 (Originaltitel: Halo: Oblivion – A Master Chief Story. Übersetzt von Tobias Toneguzzo, Andreas Kasprzak).
- Troy Denning: Halo: Shadows of Reach – Ein Master-Chief-Roman. Band 3. Panini, 2023, ISBN 978-3-8332-4415-5 (Originaltitel: Halo: Silent Storm – A Master Chief Story. Übersetzt von Tobias Toneguzzo, Andreas Kasprzak).

### Kurzgeschichten
- Halo: Evolutionen, Kurzgeschichten aus dem Halo-Universum. Panini, 2010, ISBN 978-3-8332-2125-5 (Originaltitel: Halo: Evolutions, Essential Tales of the Halo Universe. Übersetzt von Claudia Kern).

Frank O’Connor: Einführung (Introduction)
Jonathan Goff: Jenseits (Beyond)
B. K. Evenson: Der Ausgestoßene (Pariah)
Eric Raab: Nachtreten, wenn’s knallt (Stomping on the Heels of a Fuss)
Frank O’Connor: Mitternacht auf der Heart of Midlothian (Midnight in the Heart of Midlothian)
Tobias S. Buckell: Dreck (Dirt)
Jonathan Goff: Acheron VII (Acheron-VII)
Jonathan Goff: Kopfjäger (Headhunters)
Fred Van Lente: Stumpfe Werkzeuge (Blunt Instruments)
Jeff VanderMeer, Tessa Kum: Die Mona Lisa (The Mona Lisa)
Jonathan Goff: Symbol (Icon)
Robt McLees: Palasthotel (Palace Hotel)
Karen Traviss: Menschliche Schwäche (Human Weakness)
Jonathan Goff: Verbundenheit (Connectivity)
Eric Nylund: Das unmögliche Leben und der mögliche Tod des Preston J. Cole (The Impossible Life and Possible Death of Preston J. Cole)
Kevin Grace: Die Rückkehr (The Return)
Aus dem Büro von Dr. William Arthur Iqbal (From the Office of Dr. William Arthur Iqbal)